# Мозес Джарджу
Мозес Джарджу (англ. Moses Jarju; нар. 5 жовтня 2003, Гамбія) — гамбійський футболіст, центральний захисник одеського «Чорноморця».

## Клубна кар'єра
Футбольну кар'єру розпочав на батьківщині. З 2021 року виступав за клуб «Фортуна» (Фарато). У футболці вище вказаного клубу 19 вересня 2021 року дебютував у Лізі чемпіонів КАФ, у програному (0:3) виїзному поєдинку 1-го кваліфікаційного раунду проти алжирського «ЕС Сетіфа». Мозес вийшов на поле на 73-й хвилині замість Муси Ндже. Цей матч так і залишився єдиним для гамбійця в африканських клубних континентальних змаганнях.
На початку квітня 2023 року перейшов до новачка УПЛ, «Полісся».

## Кар'єра в збірній
Виступав за молодіжну збірну Гамбії, у футболці якої дебютував 21 лютого 2023 року в переможному (1:0) поєдинку групи «C» молодіжного Кубку африканських націй проти Тунісу. Джарджу вийшов на поле в стартовому складі та відіграв увесь матч. Учасник фінального поєдинку проти Сенегалу, програного гамбійцями з рахунком 0:2. Поїхав також на молодіжний чемпіонат світу в Аргентині. На вище вказаному турнірі зіграв один матч, 23 травня 2023 року в 1-му турі проти Гондурасу, який завершився перемогою гамбійців з рахунком 2:1. Мозес вийшов на поле в стартовому складі, а на 45+5-й хвилині його замінив Дембо Сайдихан.

## Досягнення
молодіжна збірна Гамбії
- Молодіжний кубок африканських націй
  -  Фіналіст (1): 2023